# Liste der Bodendenkmale in Lindern (Oldenburg)
In der Liste der Bodendenkmale in Lindern sind die Bodendenkmale der niedersächsischen Gemeinde Lindern (Oldenburg) aufgeführt. Die Quelle ist der Denkmalatlas Niedersachsen.
- Bitte beachten Sie, dass diese Liste keinen Anspruch auf Vollständigkeit erhebt.
- Die Angaben ersetzen nicht die rechtsverbindliche Auskunft der zuständigen Denkmalschutzbehörde.
- Es sind nur Daten aus dem Denkmalatlas verarbeitet.
- Der Stand der Liste ist der 18. April 2025.

Lindern (Oldenburg) im Landkreis Cloppenburg

## Allgemein
In den Spalten finden sich folgende Informationen des Bodendenkmales:
| Lage         | geographische Koordinaten                                                           |
| Bezeichnung  | Bezeichnung lt. Denkmalatlas                                                        |
| Beschreibung | Beschreibung lt. Denkmalatlas                                                       |
| ID           | Objekt-ID                                                                           |
| Bild         | Bild, ggf. zusätzlich mit Link zu weiteren Fotos im Medienarchiv Wikimedia Commons. |

## Lindern
| Lage                        | Bezeichnung                           | Beschreibung | ID       | Bild           |
| --------------------------- | ------------------------------------- | --- | -------- | -------------- |
| 52° 51′ 32″ N, 7° 45′ 55″ O | Lindern 3, Großsteingrab Schlingstein | Laut Sprockhoff „lange, in der Erde eingesenkte Steinkammer in ostwestlicher Erstreckung mit Resten einer Einfassung, die ebenfalls noch in der Erde stecken. Es sind von der Kammer im wesentlichen nur die flach auf dem Boden liegenden Decksteine zu sehen, nur das Ostende läßt ein vollständiges Joch nebst Trägern der Schmalseite in situ erkennen. Die erkennbare Länge der Kammer beträgt 24 Meter“ (Sprockhoff Nr. 961) | 28943012 | Weitere Bilder |
| 52° 48′ 29″ N, 7° 44′ 57″ O | Lindern 5, Großsteingrab              | Laut Sprockhoff „In einem 16 m langen und 9 m breiten Hügel, der noch bis zu 1 m hoch ist und sich ungefähr von Ost nach West erstreckt, liegt der Rest einer gleichgerichteten Steinkammer, deren westliches Joch nebst Schmalseitenträger intakt erhalten ist. Auf der nördlichen Langseite stehen zwei weitere Träger in situ, einer ist nach innen gestürzt. Auf der südlichen Langseite steht nur ein weiterer Träger in situ, ein anderer ist nach außen gefallen. In der Kammer liegt ein Deckstein. Der Träger der östlichen Schmalseite steckt noch tief in der Erde, er gibt in alter Stellung die Länge der Kammer an, die eine lichte Weite von 8 m × 1,6 m besitzt“ (Sprockhoff Nr. 963) | 28943014 | Weitere Bilder |
| 52° 48′ 26″ N, 7° 45′ 7″ O  | Lindern 6, Großsteingrab              | Laut Sprockhoff „eine erheblich gestörte, indessen doch noch monumentale, auf einer Düne angelegte Steinkammer. Die Richtung tendiert zu ostwestlich. Vielleicht steht der Träger der westlichen Schmalseite in situ, darüber hinaus die östlichsten Tragsteine der nördlichen Langseite und ein paar Träger der südlichen, jedoch nicht mehr intakten Langseite. Der östliche Schmalseitenträger ist nach außen gefallen. Von den zu postulierenden sechs Decksteinen liegen drei bzw. ihre Reste in der Kammer, der man eine lichte Weite von 9,2 m × 2,5 m geben möchte.“ (Sprockhoff Nr. 964) | 28943015 | Weitere Bilder |
| 52° 51′ 4″ N, 7° 46′ 29″ O  | Lindern 9, Steinkiste                 | Kammer der Steinkiste ca. 5 × 2 m mit je 3 Steinen an den Längsseiten und je 1 Stein an den Stirnseiten. | 28943016 | BW             |

### Lindern 4
- ID: 28941830
- Grabhügelfeld mit einem Großsteingrab.

| Lage                        | Bezeichnung              | Beschreibung | ID       | Bild           |
| --------------------------- | ------------------------ | --- | -------- | -------------- |
| 52° 50′ 24″ N, 7° 45′ 22″ O | Lindern 4, Großsteingrab | Kleine nordwest-südöstlich aufgestellte Steinkammer aus ansehnlichen Findlingen und daher von monumentaler Wirkung, überdies verhältnismäßig gut erhalten. Die Kammer ist vier Joche lang, alle Trägersteine sind vorhanden, die meisten stehen in situ. Ein Träger der Südostseite ist in die Kammer gefallen. Der südwestliche Deckstein liegt in situ auf, der anschließende ist verschoben, zwei fehlen. Die lichte Weite der Kammer beträgt 5,9 m × 1,7 m. (Sprockhoff Nr. 962) | 28943013 | Weitere Bilder |
| 52° 50′ 24″ N, 7° 45′ 25″ O | Lindern 8                | Durchmesser ca. 13 m und Höhe ca. 1,2 m, annähernd rund. Vom Zentrum nach Osten schmale Eingrabung. | 28961712 | BW             |
| 52° 50′ 28″ N, 7° 45′ 24″ O | Lindern 49               | Durchmesser ca. 10 m und Höhe ca. 0,4 m. | 28941929 | BW             |
| 52° 50′ 28″ N, 7° 45′ 25″ O | Lindern 50               | Durchmesser ca. 9 m und Höhe ca. 0,3 m. Ränder fließend auslaufend. | 28941930 | BW             |
| 52° 50′ 29″ N, 7° 45′ 25″ O | Lindern 51               | Durchmesser ca. 11 m und Höhe ca. 0,6 m. | 28941931 | BW             |
| 52° 50′ 29″ N, 7° 45′ 27″ O | Lindern 54               | Durchmesser ca. 11 m und Höhe ca. 0,6 m. | 28941934 | BW             |
| 52° 50′ 28″ N, 7° 45′ 28″ O | Lindern 55               | Durchmesser ca. 15 m und Höhe ca. 0,8 m. | 28941935 | BW             |
| 52° 50′ 29″ N, 7° 45′ 30″ O | Lindern 56               | Durchmesser ca. 14 m und Höhe ca. 0,8 m, zum großen Teil abgetragen bzw. vom Rodungswall überdeckt. Nur der südliche Randbereich ist erhalten. | 28941936 | BW             |
| 52° 50′ 30″ N, 7° 45′ 30″ O | Lindern 57               | Durchmesser ca. 12 m und Höhe ca. 0,5 m, im Norden zu ca. 1/3 abgetragen. | 28941937 | BW             |
| 52° 50′ 29″ N, 7° 45′ 31″ O | Lindern 59               | Durchmesser ca. 16 m und Höhe ca. 1,2 m. In der Nord-Hälfte abgetragen bzw. von Rodungswall überdeckt. | 28941939 | BW             |
| 52° 50′ 24″ N, 7° 45′ 24″ O | Lindern 61               | Durchmesser ca. 15 m und Höhe ca. 1 m, mit abgeflachter Kuppe. | 28941941 | BW             |

### Lindern 11
- ID: 28944024
- Grabhügelfeld.

| Lage                        | Bezeichnung | Beschreibung | ID       | Bild |
| --------------------------- | ----------- | --- | -------- | ---- |
| 52° 50′ 9″ N, 7° 46′ 44″ O  | Lindern 12  | Durchmesser ca. 16 m und Höhe ca. 1 m. Nur noch nordöstl. Randbereich erhalten, im Südosten von Stubbenwall überdeckt.                                      | 28941944 | BW   |
| 52° 50′ 9″ N, 7° 46′ 42″ O  | Lindern 13  | Durchmesser ca. 14 m und Höhe ca. 0,8 m. Im Südwesten abgetragen sowie durch weite tiefe Kuppenmulde gestört.                                               | 28941945 | BW   |
| 52° 50′ 10″ N, 7° 46′ 44″ O | Lindern 14  | Durchmesser ca. 15 m und Höhe ca. 1 m. Im Südwest-Teil erhalten, sonst größtenteils abgetragen und durch tiefe Grube stark gestört.                         | 28941946 | BW   |
| 52° 50′ 10″ N, 7° 46′ 43″ O | Lindern 15  | Durchmesser ca. 13 m und Höhe ca. 0,8 m, im Südwest-Teil abgetragen.                                                                                        | 28941947 | BW   |
| 52° 50′ 11″ N, 7° 46′ 46″ O | Lindern 16  | Durchmesser ca. 15 m und Höhe ca. 0,5 m. Von ca. Nord bis Ost zum Zentrum großflächig abgetragen. Randreste von Nordwest über Südwest nach Südost erhalten. | 28941948 | BW   |
| 52° 50′ 11″ N, 7° 46′ 43″ O | Lindern 17  | Durchmesser ca. 10 m und Höhe ca. 0,4 m. | 28941949 | BW   |
| 52° 50′ 11″ N, 7° 46′ 44″ O | Lindern 18  | Durchmesser ca. 11 m und Höhe ca. 0,7 m. | 28941950 | BW   |
| 52° 50′ 11″ N, 7° 46′ 45″ O | Lindern 19  | Durchmesser ca. 11 m und Höhe ca. 0,5 m, an der Nordost-Seite abgegraben bis zum Zentrum.                                                                   | 28941951 | BW   |
| 52° 50′ 11″ N, 7° 46′ 43″ O | Lindern 20  | Durchmesser ca. 17 m und Höhe ca. 1 m, nach Südwesten flach auslaufend.                                                                                     | 28941952 | BW   |
| 52° 50′ 12″ N, 7° 46′ 44″ O | Lindern 21  | Durchmesser ca. 13 m und Höhe ca. 0,7 m. | 28941953 | BW   |
| 52° 50′ 12″ N, 7° 46′ 42″ O | Lindern 22  | Durchmesser ca. 12 m und Höhe ca. 0,9 m, im Südwesten zu ca. 1/3 erhalten, sonst abgetragen.                                                                | 28941954 | BW   |
| 52° 50′ 12″ N, 7° 46′ 46″ O | Lindern 25  | Durchmesser ca. 13 m und Höhe ca. 1,1 m, im Nordwesten Kuppe abgetragen.                                                                                    | 28941957 | BW   |
| 52° 50′ 12″ N, 7° 46′ 47″ O | Lindern 28  | Durchmesser ca. 9 m und Höhe ca. 0,3 m, der angegebene Kreuzgraben ist nicht erkennbar.                                                                     | 28944006 | BW   |
| 52° 50′ 11″ N, 7° 46′ 47″ O | Lindern 29  | Durchmesser ca. 15 m und Höhe ca. 1,2 m. | 28944007 | BW   |
| 52° 50′ 11″ N, 7° 46′ 49″ O | Lindern 32  | Durchmesser ca. 10 m und Höhe ca. 0,6 m, mit flacher Einkuhlung.                                                                                            | 28944010 | BW   |
| 52° 50′ 12″ N, 7° 46′ 49″ O | Lindern 34  | Durchmesser ca. 12 m und Höhe ca. 1,1 m, am Nord-Rand angeschnitten.                                                                                        | 28944012 | BW   |